# Arachnopeziza candidofulva
Arachnopeziza candidofulva är en svampart som först beskrevs av Ludwig David von Schweinitz, och fick sitt nu gällande namn av Korf 1952. Arachnopeziza candidofulva ingår i släktet Arachnopeziza och familjen Hyaloscyphaceae.  Arten är reproducerande i Sverige. Inga underarter finns listade i Catalogue of Life.